# 直接攻擊制導火箭彈

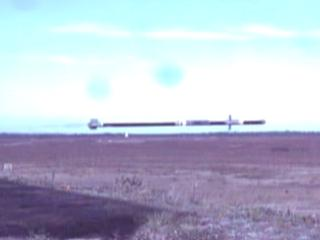
在埃格林空軍基地上飛越的直接攻擊制導火箭彈（DAGR）。

直接攻擊制導火箭彈（Direct Attack Guided Rocket，簡稱：DAGR）是目前正由洛克希德·马丁公司開發的武器系統。計劃的目標是提供一種與現役中擁有的地獄火II系統和其發射器兼容的低成本2.75英寸（70毫米）精確制導火箭。系統將會使用來自現有的九頭蛇70航空火箭彈的部件，但是與火蛇70的其他升級型號，比如APKWS和LOGIR不同之處在於，它被設計為可與地獄火飛彈達到即插即用的兼容程度並可使用M299地獄火飛彈發射器，使載彈量增加多達四倍。DAGR還提供了在發射前鎖定的能力，與現有的火蛇70火箭彈發射器的電子元件並不兼容。

## 規格
- 直徑：2.75英寸（70毫米）[4]
- 長度：75英寸（1.9米）
- 翼展：8.75英寸（222毫米）
- 重量：35.0磅（15.8千克）
- 制導：半主動激光尋的（SALH）
- 從海平面發射的射程：
  - 最小值：1.5公里
  - 最大值：5公里
- 從20,000英尺發射的射程：12公里
- 發動機：現有的火蛇70發動機
- 彈頭：M151彈頭與M423引信

## 計劃狀態
- 2005年3月—計劃開始。[5]
- 2006年2月—第1次飛行測試。[6]
- 2008年10月—第8次飛行測試和有史以來第1次2.75英吋制導火箭彈彈頭實彈飛行測試。[7]
- 2009年3月—第1次發射平台上飛行測試—AH-64D「長弓阿帕契」攻击直升机。
- 2009年7月—第2次發射平台上飛行測試—「AH-6小鳥」（英语：Boeing AH-6）：成功擊中目標在兩個獨立的試驗。[8]
- 2010年3月—第3次發射平台上飛行測試—洛克希德·马丁公司DAGR制導火箭彈成功從OH-58D「奇奧瓦戰士」偵察直升機上發射。[9]
- 2012年5月—由AH-64D「長弓阿帕契」發射的DAGR擊中一輛以時速25英里每小時行駛距離達3.5公里的卡車目標。[10]
- 2012年9月—DAGR成功從地面發射架上發射而且擊中固定目標。兩枚導彈飛行3.5公里並且在一英尺的激光點照射之內擊中目標。[11]
- 2013年2月—DAGR從洛克希德·馬丁JLTV（英语：Lockheed Martin JLTV）以上發射。它在發射後兩秒鐘鎖定到激光點，飛行5千米（3.1英里）以下的距離並擊中1米激光點以內的目標。[12]
- 2014年3月—DAGR完成了從AH-64D「長弓阿帕契」上發射的適航性測試，從1.5到5.1千米（0.93到3.17英里）的距離擊中全部16個1米激光點以內的目標。自計劃開始至今，已經發射了40枚DAGR。[13]
- 2014年6月—DAGR及地獄火II從洛克希德·馬丁長程監視及攻擊車輛（LRSAV）砲塔武器系統發射，這使得地面發射平台可瞄準和選用導彈。地獄火II及DAGR導彈分別在6.4公里（4英里）和3.5公里（2.2英里）擊中目標，同時展示了在發射前鎖定和在發射後鎖定的能力，而其中一枚是由一架AH-64D「長弓阿帕契」所指定。[14]

## 出口
約旦皇家空軍購入波音「AH-6小鳥」之後，洛克希德·馬丁隨即提供DAGR裝備這些直昇機。

## 流行文化
直接攻擊制導火箭彈在2013年第一人称射击游戏《戰地風雲4》中以智慧型火箭之姿出現，其中除了美国海军陆战队以外，也被其他陣營所使用。

## 資料來源
1. ↑  .   [2016-10-21]. （原始内容存档于2016-10-21）.
2. ↑  . www.spacewar.com.   [2020-08-21]. （原始内容存档于2019-09-20）.
3. ↑  . www.spacewar.com.   [2020-08-21]. （原始内容存档于2016-10-21）.
4. ↑   (PDF). Lockheed Martin Corporation. 2010  [2016-10-21]. （原始内容 (PDF)存档于2010-12-04）.
5. ↑  . Lockheed Martin.   [2009-07-02]. （原始内容存档于2010-08-28）.
6. ↑  .   [2016-10-21]. （原始内容存档于2020-05-04）.
7. ↑  . Lockheed Martin.   [2009-07-02]. （原始内容存档于2010-12-04）.
8. ↑  Leeuwen, Marcel van. . AVIATIONNEWS.EU. 2009-07-13  [2020-08-21]. （原始内容存档于2016-03-31） （美国英语）.
9. ↑  Rivera, Janina. . Lockheed Martin Corporation. March 29, 2010  [2016年10月21日]. （原始内容存档于2010年6月24日）.
10. ↑  . www.deagel.com.   [2020-08-21]. （原始内容存档于2016-03-04）.
11. ↑  . defense-aerospace.com.   [2020-08-21].
12. ↑  Lockheed Martin Demonstrates DAGR Missile Ground Vehicle Launch Capability from JLTV （页面存档备份，存于） – Lockheed press release, February 21, 2013
13. ↑  . www.shephardmedia.com.   [2020-08-21] （英语）.
14. ↑  . www.deagel.com.   [2020-08-21]. （原始内容存档于2020-01-30）.
15. ↑  . www.shephardmedia.com.   [2020-08-21]. （原始内容存档于2017-06-29） （英语）.

## 外部連結
- （英文）—Others & History （页面存档备份，存于）